# Wetter vor acht
Wetter vor acht ist seit dem 28. November 1994 der Titel einer Fernsehsendung der ARD, die montags bis freitags gegen 19:50 Uhr kurz vor der Tagesschau im Ersten ausgestrahlt wird (samstags unter dem Sendungstitel Das Wetter im Ersten bereits gegen 17:50 Uhr kurz vor der Sportschau).
Der täglich neu erstellte Wetterbericht stammte bis zum 31. Dezember 2019 von dem privaten Wetterdienst MeteoGroup; die Sendung wurde von Cumulus Media in den Bavaria Studios in Geiselgasteig im Süden von München produziert.
Seit dem 1. Januar 2020 ist das ARD-Wetterkompetenzzentrum beim Hessischen Rundfunk in Frankfurt am Main redaktionell für die Sendung verantwortlich, die Sendung wird seitdem auch vom Hessischen Rundfunk produziert. Als Basis für die Wetterberichte dienen vornehmlich Daten des Deutschen Wetterdienstes.
Wetter vor acht bzw. Das Wetter im Ersten hat zum Ziel, die Wettervorhersage in der Tagesschau zu ergänzen, die ebenfalls vom Hessischen Rundfunk produziert wird. Neben der Sendung am Vorabend umfasst die Produktion auch die tägliche Wettervorhersage in den Tagesthemen und die Wetterprognosen vieler dritter Fernsehprogramme.
Moderatoren der Sendung sind (Stand April 2025) Claudia Kleinert, Sven Plöger, Karsten Schwanke, Donald Bäcker, Pila Bossmann, Thomas Ranft, Stefan Laps und als Vertretung auch Wolfgang Rossi. 